# Leptastrea
Leptastrea es un género de corales que pertenece a la familia Scleractinia incertae sedis, dentro del grupo de los corales duros, orden Scleractinia. 
Son corales hermatípicos, constructores de arrecifes en aguas tropicales del océano Indo-Pacífico, desde la costa este africana hasta las islas de la Polinesia del Pacífico central.

## Taxonomía
Dados los avances científicos, que posibilitan, tanto la exploración y recolección de especies, como los análisis filogenéticos moleculares, o las imágenes proporcionadas por el microscopio electrónico de barrido, asistimos a una permanente reclasificación de los clados taxonómicos. Debido a ello, el género Leptastrea ha estado enmarcado hasta hace muy poco tiempo en la familia Faviidae, siendo reclasificado por el Registro Mundial de Especies Marinas, sobre la base de recientes estudios, que lo asignan a la familia Scleractinia incertae sedis. No obstante, ni el Sistema Integrado de Información Taxonómica, ITIS, ni la Lista Roja de Especies Amenazadas de la UICN, han actualizado su taxonomía, manteniendo a Leptastrea, hasta el momento, en la familia Faviidae.

## Especies
El Registro Mundial de Especies Marinas reconoce las siguientes especies en el género, siendo valoradas por la Lista Roja de Especies Amenazadas de la UICN:
- Leptastrea aequalis Veron, 2000 - Estado: Vulnerable A4c
- Leptastrea bewickensis Veron, Pichon & Best, 1977 - Estado: Casi amenazada
- Leptastrea bottae (Milne Edwards & Haime, 1849) - Estado: Casi amenazada
- Leptastrea inaequalis Klunzinger, 1879 - Estado: Casi amenazada
- Leptastrea pruinosa Crossland, 1952 - Estado: Preocupación menor
- Leptastrea purpurea (Dana, 1846) - Estado: Preocupación menor
- Leptastrea transversa Klunzinger, 1879 - Estado: Preocupación menor

## Galería

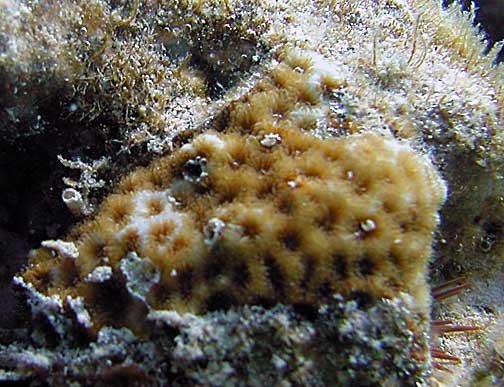
Leptastrea bewickensis en Samoa Americana
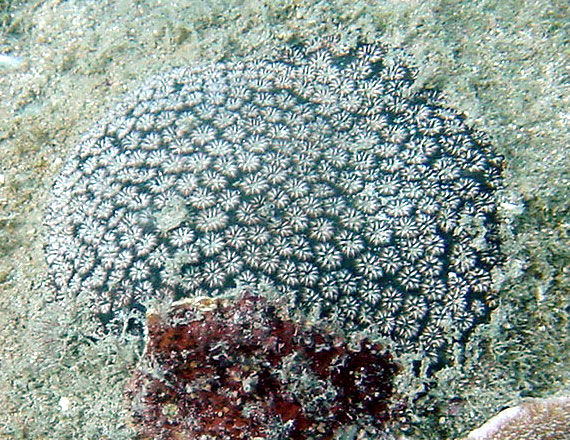
Leptastrea inaequalis en Koh Phangan, Tailandia
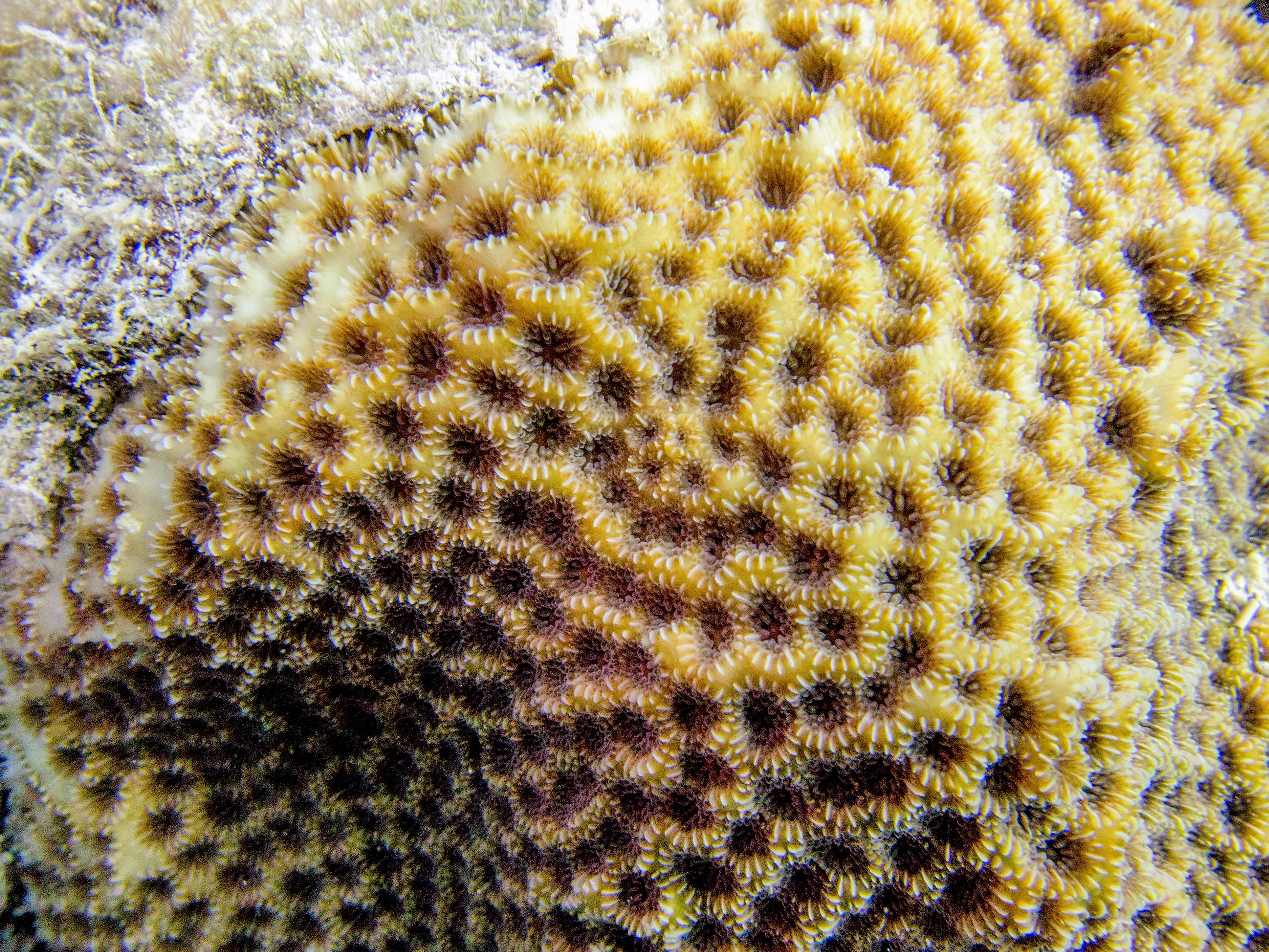
Leptastrea pruinosa en Moorea, Polinesia Francesa
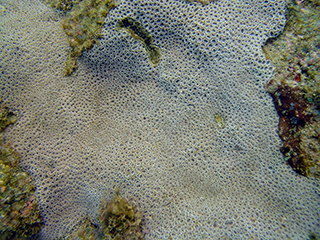
Leptastrea purpurea en Hawái
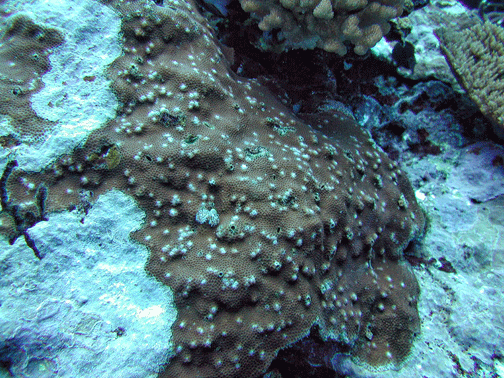
Leptastrea transversa con forma incrustante
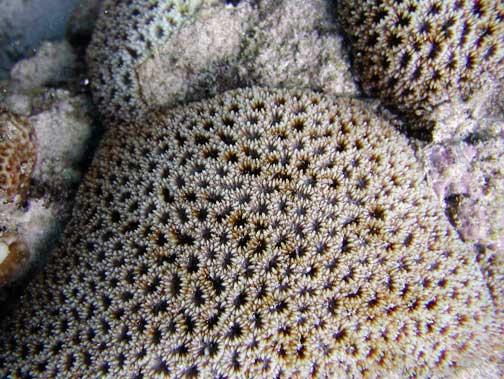
Leptastrea transversa con forma de loma

Especies renombradas por sinonimia:
- Leptastrea agassizi Vaughan, 1907 aceptada como Leptastrea bottae (Milne Edwards & Haime, 1849)
- Leptastrea ehrenbergiana Milne Edwards & Haime, 1849 aceptada como Leptastrea purpurea (Dana, 1846)
- Leptastrea hawaiiensis Vaughan, 1907 aceptada como Leptastrea bottae (Milne Edwards & Haime, 1849)
- Leptastrea immersa Klunzinger, 1879 aceptada como Leptastrea bottae (Milne Edwards & Haime, 1849)
- Leptastrea mammiformis Nemenzo, 1959 aceptada como Echinopora mammiformis (Nemenzo, 1959)
- Leptastrea roissyana Milne Edwards & Haime, 1849 aceptada como Leptastrea purpurea (Dana, 1846)
- Leptastrea solida Matthai, 1914 aceptada como Leptastrea bottae (Milne Edwards & Haime, 1849)
- Leptastrea stellulata Verrill, 1866 aceptada como Leptastrea purpurea (Dana, 1846)

## Morfología
Las especies Leptastrea forman colonias  masivas, en forma de loma o incrustantes.
Los coralitos se disponen en forma subcerioide a plocoide sobre la superficie de la colonia, lo que significa que tienen sus propios muros, pero pudiendo estar íntimamente unidos, o no, con los coralitos contiguos, pero unidos a éstos por láminas llamadas costa. Las costa están pobremente desarrolladas o ausentes. Los cálices son de diversos tamaños y formas dentro de la misma colonia. Los márgenes de los septos tienen dientes proyectados hacia adentro del cáliz. Tienen columnela consistente en pínulas.
Los pólipos se extienden sólo durante la noche, a excepción de L. pruinosa, y tienen un círculo doble de tentáculos rodeando la boca, que presentan unas células urticantes denominadas nematocistos, empleadas en la caza de presas del plancton.
La gama de colores en la naturaleza abarca el marrón, rosa, gris, verde, crema, o amarillo. Los colores del disco oral y el resto del tejido de los pólipos suelen ser contrastantes.

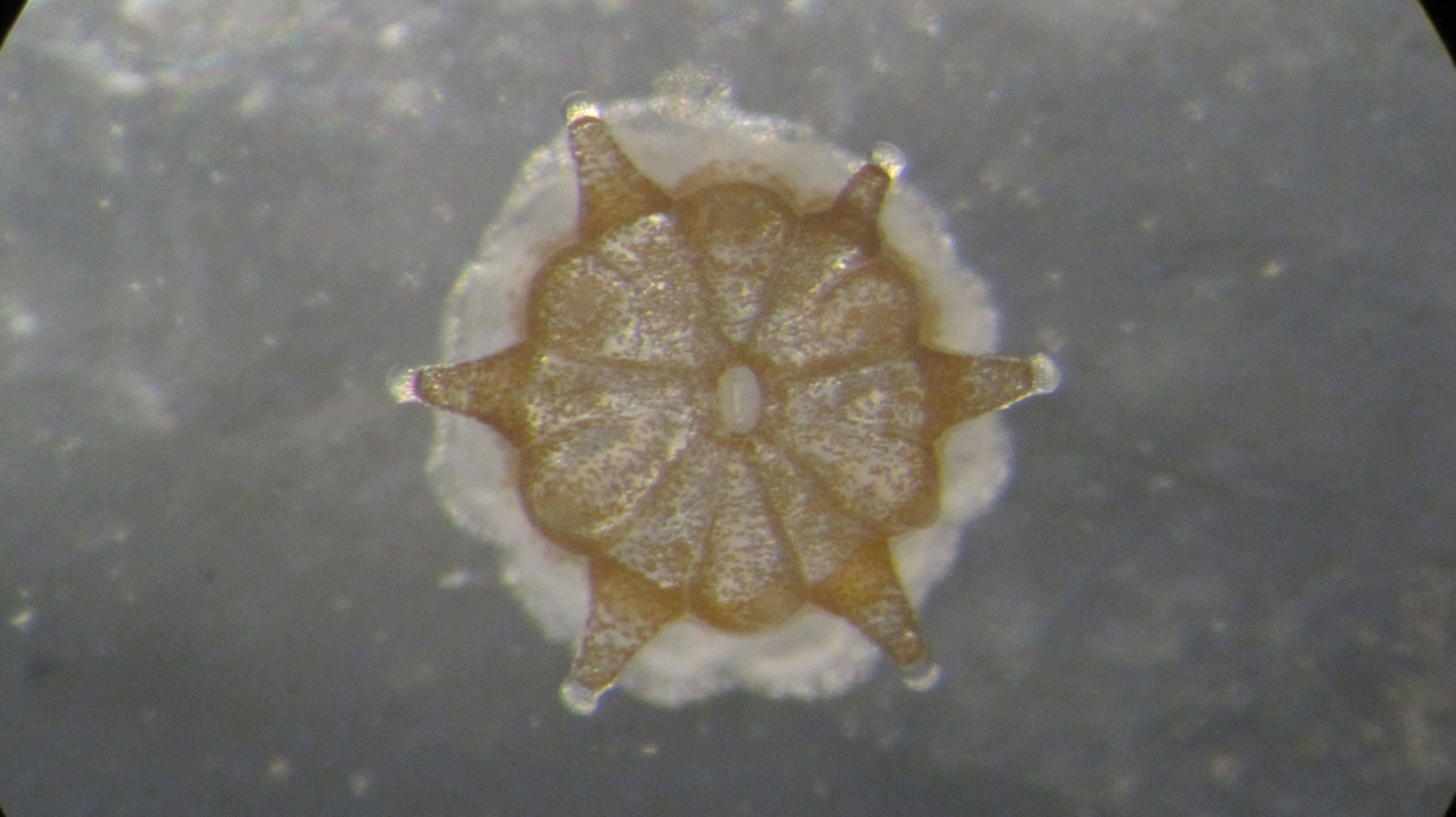
Pólipo de Leptastrea comenzando a secretar carbonato de calcio
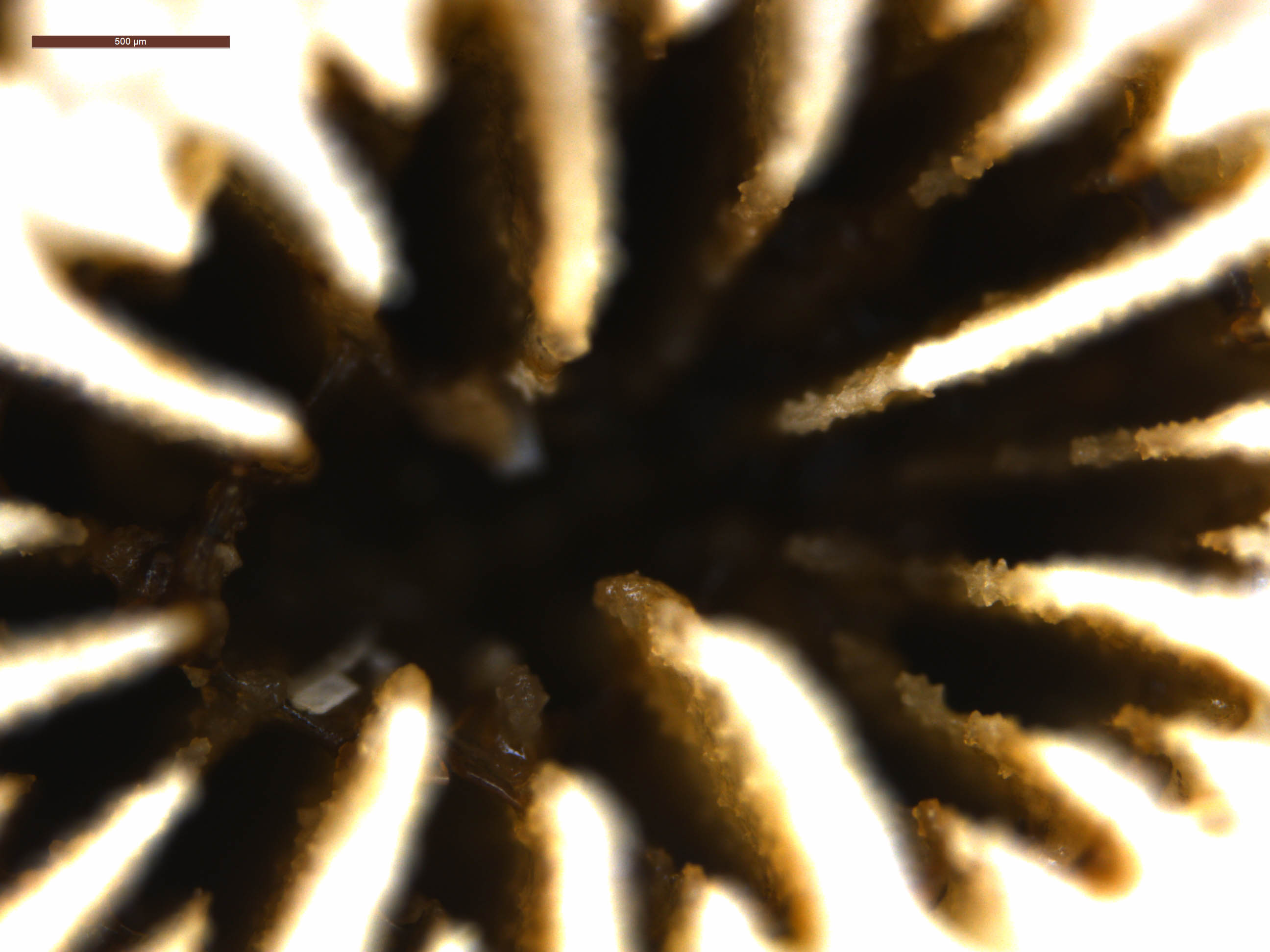
Septos de un coralito
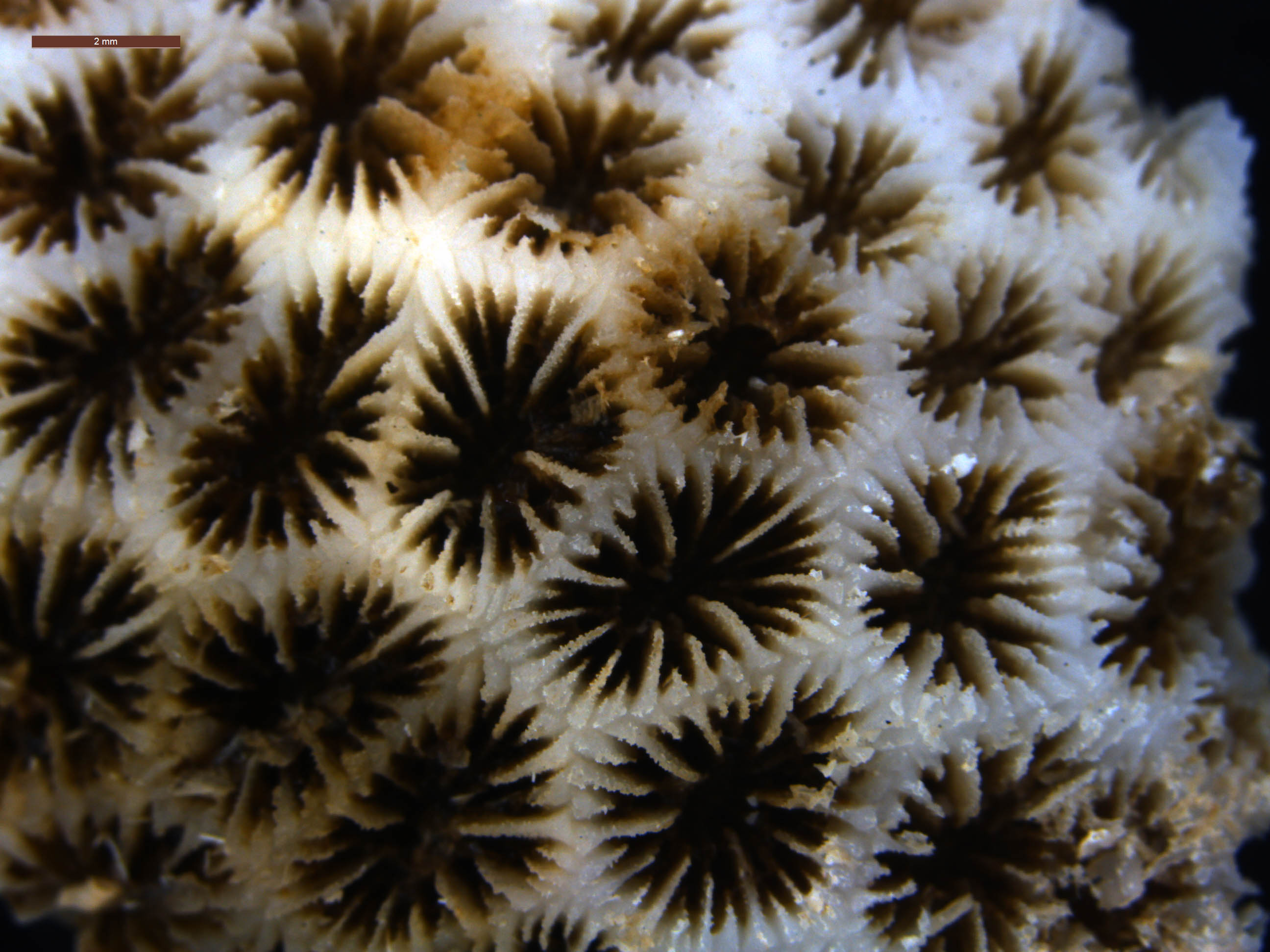
Disposición de coralitos en coralum de L. transversa
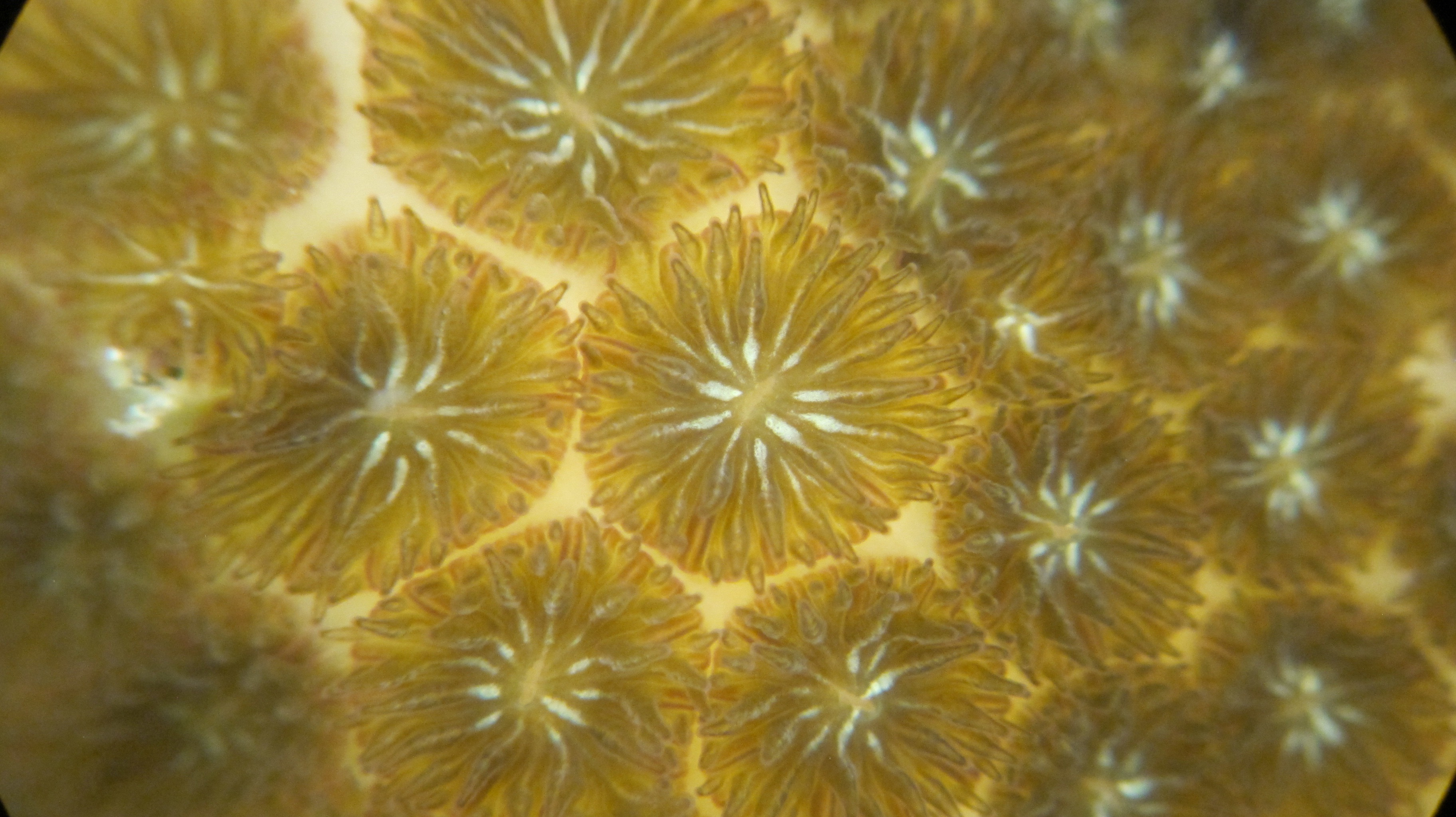
Distribución de coralitos de L. purpurea
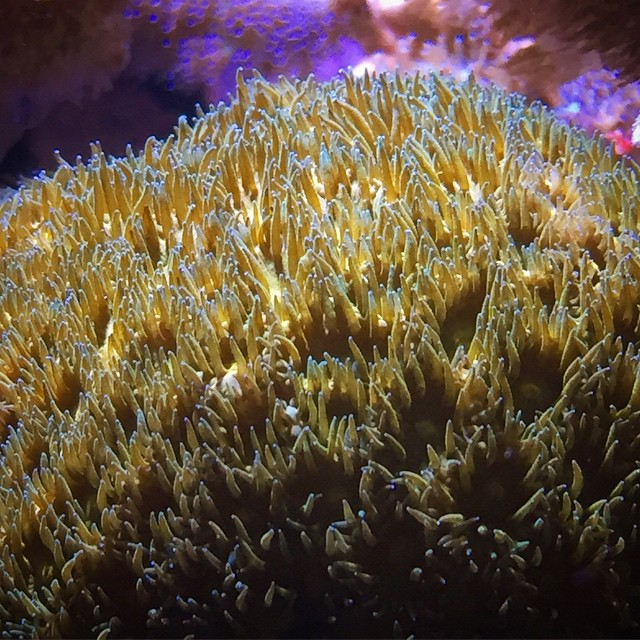
Tentáculos expandidos de Leptastrea en acuario
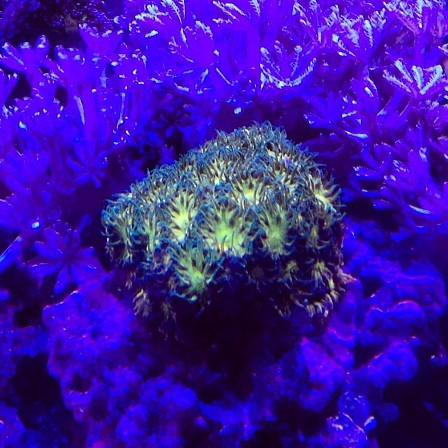
Leptastrea bajo luz actínica, mostrando colores contrastantes entre disco oral y resto del pólipo

## Hábitat
Viven en la mayor parte de los distintos hábitats del arrecife, tanto en lagunas, como en canales, laderas exteriores o parte anterior, e incluso en áreas intermareales. Se reportan localizaciones entre 0 y 76,5 m de profundidad, y en un rango de temperatura entre 21.19 y 28.79 °C.
Suelen encontrarse hasta los 40 metros de profundidad, aunque se reportan localizaciones hasta 725 m, y en un rango de temperatura entre 7.78 y 28.81 °C.

## Distribución geográfica
Se distribuyen ampliamente en el océano Indo-Pacífico, desde las costas orientales de África, incluyendo el mar Rojo y el golfo de Adén, hasta las islas de Polinesia y las costas chilenas del Pacífico este, incluyendo las costas de Australia al sur, y Filipinas y Japón al norte.

## Alimentación
Contienen algas simbióticas; mutualistas (ambos organismos se benefician de la relación) llamadas zooxantelas. Las algas realizan la fotosíntesis produciendo oxígeno y azúcares, que son aprovechados por los pólipos, y se alimentan de los catabolitos del coral (especialmente fósforo y nitrógeno). Esto les proporciona entre el 70 y el 95% de sus necesidades alimenticias. El resto lo obtienen atrapando plancton y materia orgánica disuelta en el agua.

## Reproducción
Se reproducen asexualmente mediante gemación, y sexualmente, lanzando al exterior sus células sexuales. En este tipo de reproducción, la mayoría de los corales liberan óvulos y espermatozoides al agua, siendo por tanto la fecundación externa.  Los huevos una vez en el exterior, permanecen a la deriva arrastrados por las corrientes varios días, más tarde se forma una larva plánula que cae al fondo, se adhiere a él, y se metamorfosea a pólipo. Así comienza su vida sésil, secretando carbonato cálcico para conformar un esqueleto, o coralito. Posteriormente, los pólipos se reproducen por gemación, dando origen a la colonia.

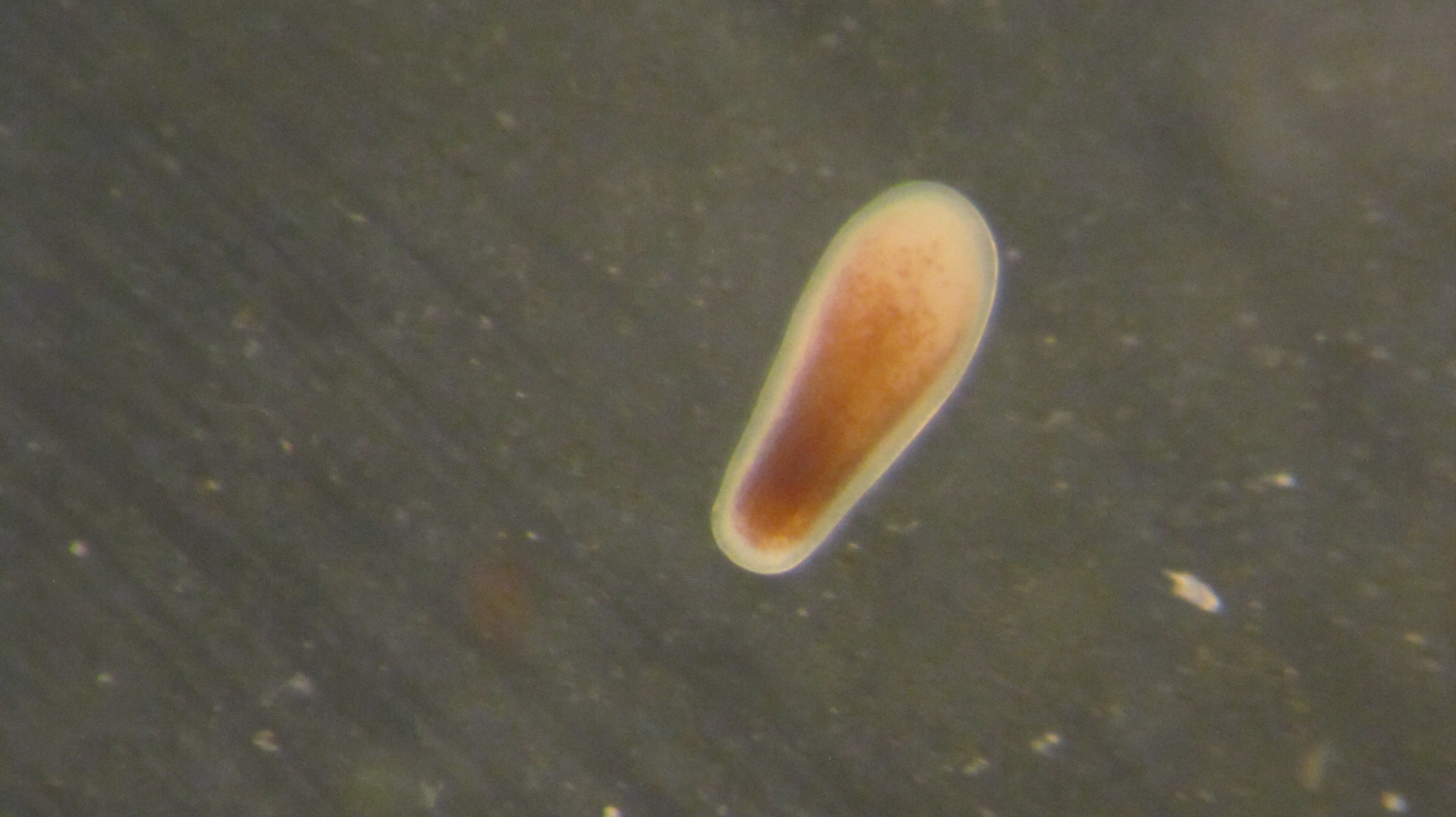
Larva de L. purpurea
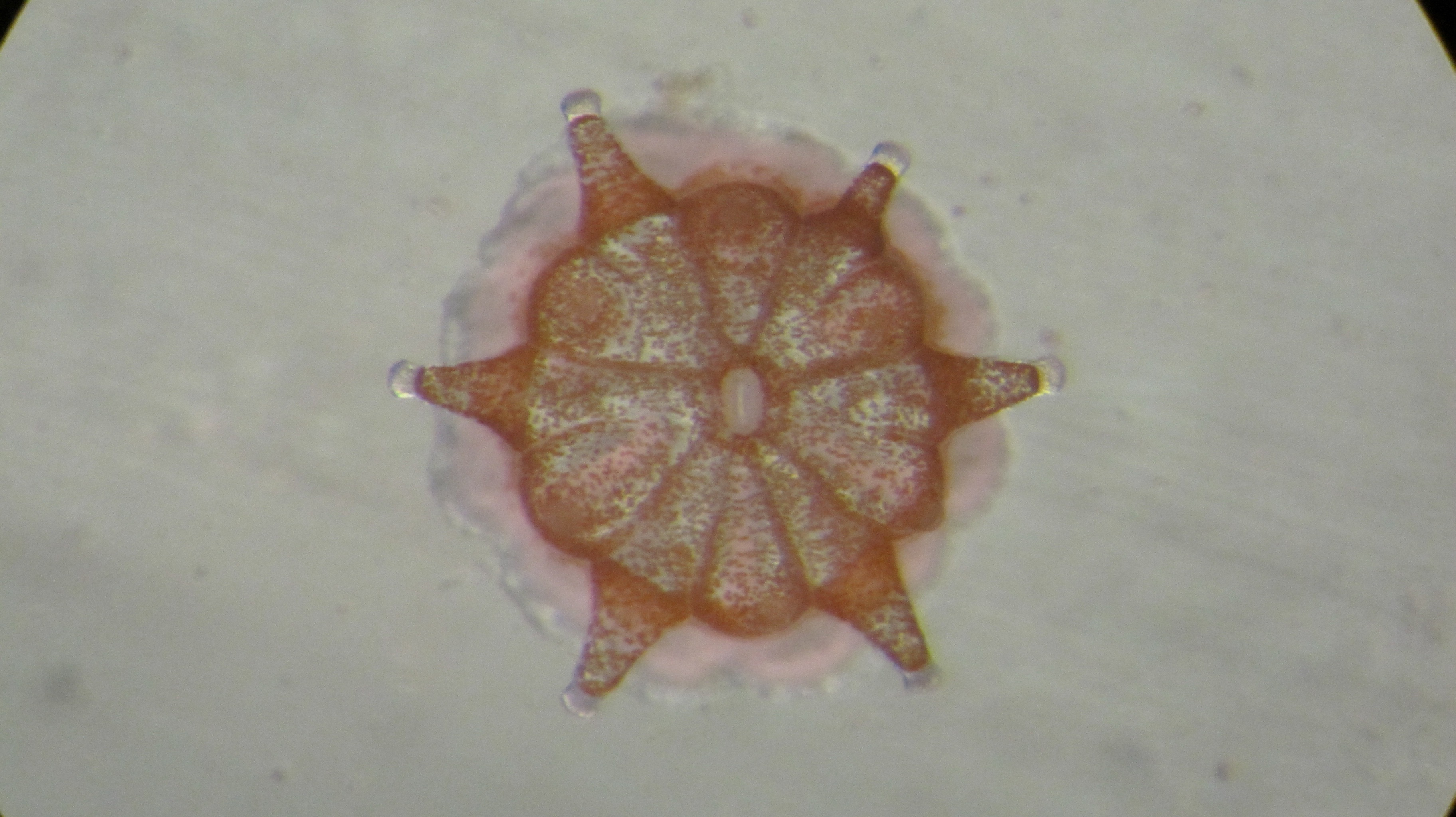
Nuevo pólipo de L. purpurea recién metamorfoseado
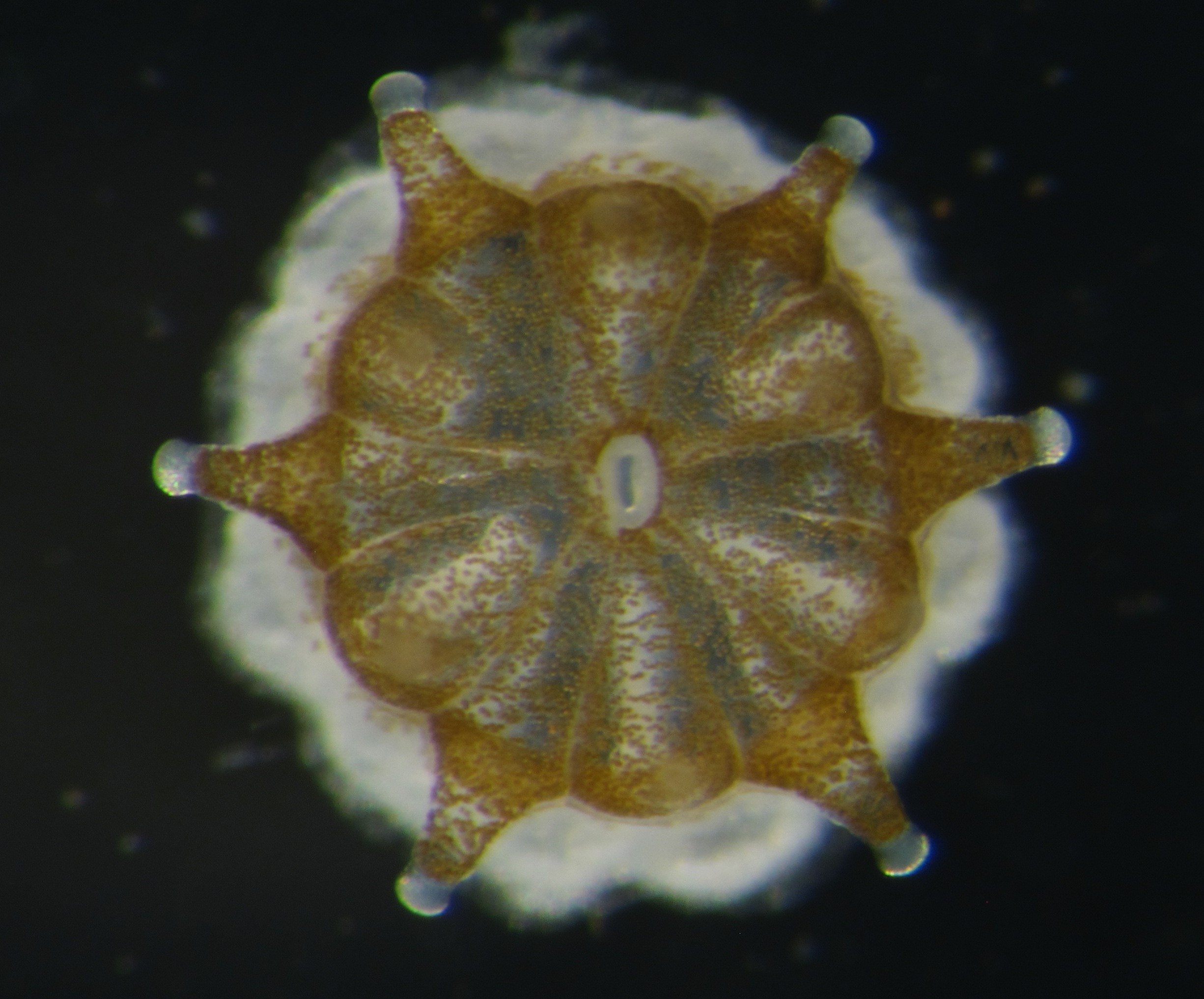
Pólipo de L. purpurea en el que se aprecian secreciones cálcicas (en blanco) del futuro coralito
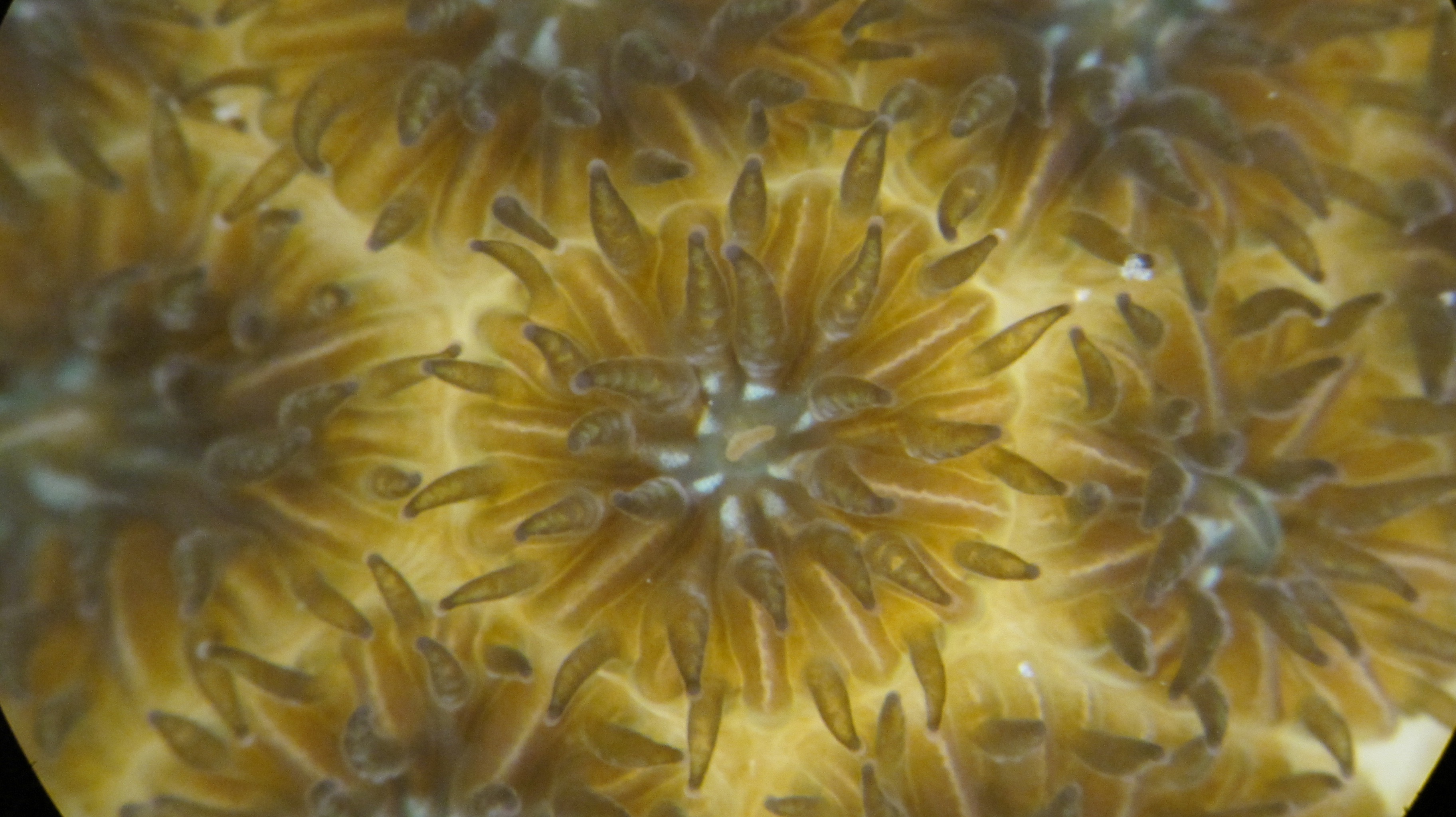
Coralitos de L. purpurea
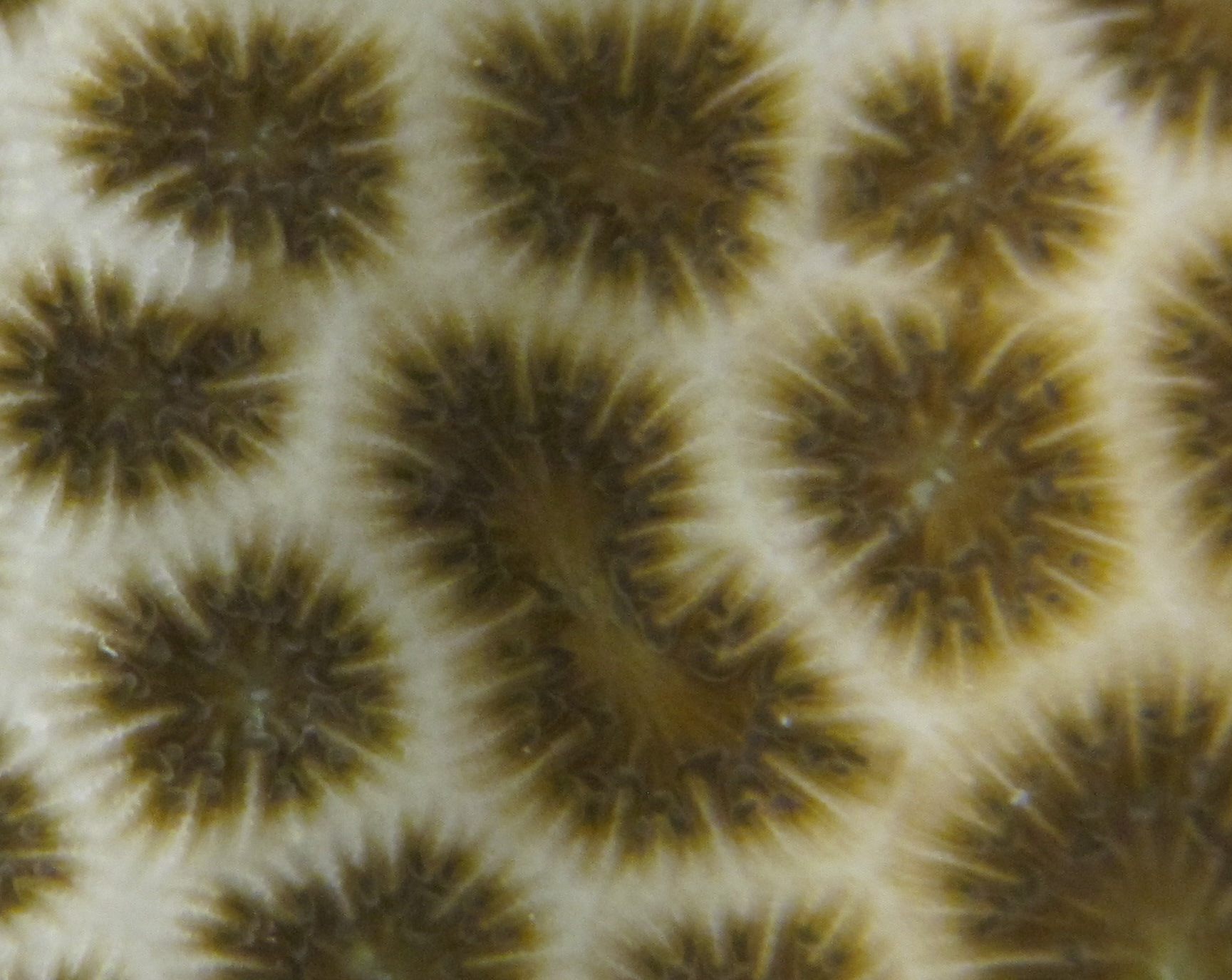
Coralum de L. purpurea mostrando en el centro la gemación de un coralito